# FIFA 08
FIFA 08 е компютърна спортна игра.
FIFA 08 включва 620 лицензирани тима, 30 първенства (с всички 27 от FIFA 07) и повече от 15000 играча. Това прави 20% повече от FIFA 07. Новите първенства са Ирландска лига, австралийската А-Лига и чешката Гамбринус лига.

## Лиги и отбори
FIFA 08 включва 621 лицензирани отбора, 30 лиги (включително всичките 27 лиги от FIFA 07), и повече от 15 000 играча. Освен 621 лицензирани отбора има и 29 нелицензирани, 13 от които са национални.

### Национални отбори
FIFA 08 има 43 национални отбора. Най-известното изключение е Япония (те стигат до осминафиналите на световното през 2002, но правата им принадлежат на Конами). Следните национални отбори са в играта. Но не всички от тях са напълно лицензирани (Холандия и Русия).
- Аржентина
- Австралия
- Австрия
- Белгия
- Бразилия
- България
- Камерун3
- Китай4
- Хърватска
- Чехия
- Дания
- Еквадор
- Англия
- Финландия3
- Франция
- Германия
- Гърция
- Унгария3
- Италия
- Южна Корея
- Мексико
- Холандия123
- Нова Зеландия13
- Нигерия3
- Северна Ирландия
- Норвегия
- Парагвай
- Полша
- Португалия
- Република Ирландия
- Румъния2
- Русия3
- Шотландия
- Словения3
- Република Южна Африка1
- Испания
- Швеция
- Швейцария3
- Турция
- Украйна3
- САЩ
- Уругвай3
- Уелс3

1 – нов във FIFA 08

2 – съдържа несъществуващи играчи

3 – без емблема на федерацията в играта и без истинските екипи

4 – с екип на Adidas Libero и без емблема

5 – лигата не е напълно лицензирана. Каляри Калчо, ФК Дженоа и ССК Наполи участват с нелицензирани имена, емблеми и екипи.

6 – лигата не е напълно лицензирана. Америка де Натал, ФК Флуминенсе и Шпорт Клуб Интернасионал участват с нелицензирани имена, емблеми и екипи.

7 – лигата не е напълно лицензирана. Дискоболия Гродзиск Велкополски, Корона Келц и Лех Познан участват с нелицензирани имена, емблеми и екипи.

8 – лигата не е напълно лицензирана. АИК Фотбол, Юргорден ИФ Фотбол, Хамарбю ИФ и ИФК Гьотеборг участват с нелицензирани имена, емблеми и екипи.

9 – ШК Райндорф Алтах и ШК Щурм Грац участват без лицензирани емблеми, но с лицензирани имена и екипи. Всички други отбори в лигата са напълно лицензирани.

10 – Витория Гимараеш участва с нелицензирана емблема, но с лицензирано име и екипи. Всички други отбори от лигата са напълно лицензирани.

## Системни изисквания
- Процесор: 1.3 Ghz; (Windows Vista: 1.5 Ghz)

- RAM: 256 MB (Windows Vista: 512 MB)

- Видеокарта: 64 MB RAM
- Звукова карта: DirectX 9.0c compatible
- DVD-ROM: 8x
- Хард диск: 3.92GB
- DirectX: 9.0c